# Wh
Wh / wh es un dígrafo del alfabeto latino compuesto de w y h.

## Lingüística

### En inglés
En idioma inglés, wh representa una fricativa labial-velar sorda /ʍ/, y proviene de otro dígrafo común del inglés antiguo, hw. Este fonema se distingue de la aproximante labiovelar sonora /w/ en algunos dialectos del inglés (por ejemplo, en el inglés escocés), mientras que en otros lugares se ha perdido y suena igual que w–. 
El fonema /ʍ/ es indistinguible de una h aspirada antes de la aproximante labiovelar sonora /ʰw/.
Muchos pronombres interrogativos en inglés comienzan con este fonema, como what (/ˈhwɒt/, «qué»), where (/ˈhwɛər/, «dónde»), which (/ˈhwɪtʃ/ «cuál»), who (/ˈhuː/ «quién») o why (/ˈhwaɪ/, «porqué»).

### En córnico
Algunas ortografías del córnico, un idioma celta casi extinto, representan con wh el fonema /ʍ/, igual que en inglés. Otras, usan hw en su lugar.

### En maorí
En la lengua maorí de los nativos de Nueva Zelanda, wh representa una fricativa labiodental sorda o una bilabial sorda (/f/ ~ /ɸ/), aunque algunas tribus maoríes de la costa norte de Nueva Zelanda lo pronuncian /h/ o /hw/. Por ejemplo, la palabra Wwharenui, que se pronuncia /ˈfaɾɛnʉ.i/. Esto es porque cuando llegaron los europeos a la isla, este acento de la costa norte fue el primero que escucharon y usaron wh para transcribirlo.